# Stamata Revithi

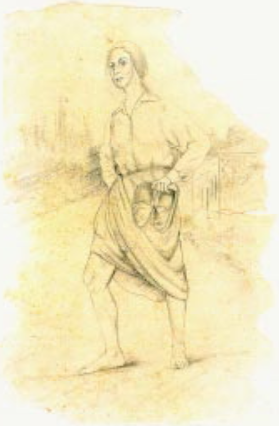
Imagem da maratonista Stamata Revithi.

Stamata Revithi (em grego: Ρεβίθη Σταμάτα; 1866,Grécia - após 1896) era uma mulher grega que correu a maratona de 40 km durante o verão de 1896 nos Jogos Olímpicos. Os Jogos excluíam as mulheres da competição, mas Revithi insistiu para que ela fosse autorizada a correr. Revithi correu um dia após a corrida oficial apenas para homens, e apesar de ter terminado a maratona em cerca de 5 horas e 30 minutos e encontrado testemunhas para assinar seus nomes e verificar o tempo de execução, ela não foi autorizada a entrar no Estádio Panathinaiko ao final da corrida. Teve a intenção de apresentar sua documentação para o Comitê Olímpico Grego na esperança de que reconhecessem sua realização, mas não se sabe se ela chegou a fazer. Nenhum registro conhecido da vida Revithi sobrevive após sua execução.